# Jean Bellegambe

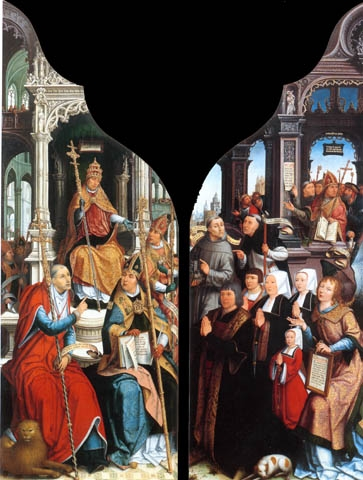
Tríptico de la Inmaculada Concepción.

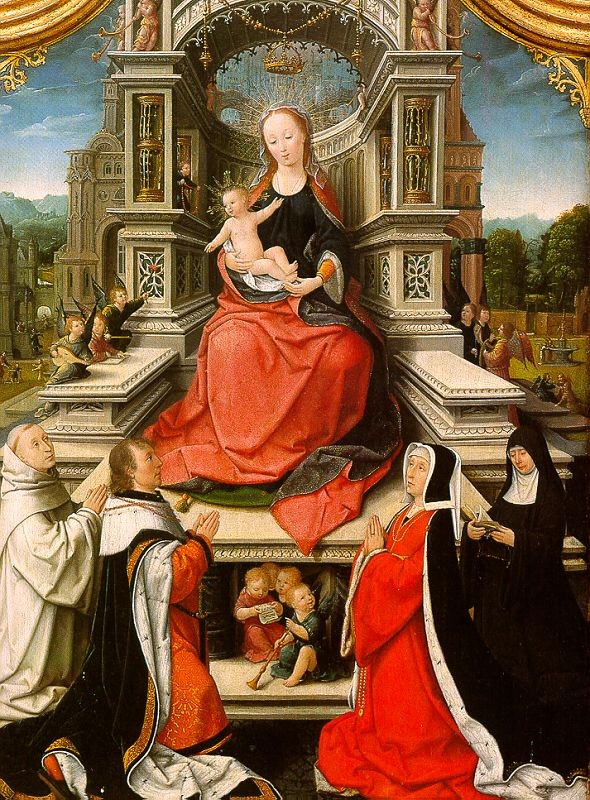
Tríptico de Le Cellier.

Jean Bellegambe o Jehan Bellegambe (a veces Belgamb o Belganb) (h. 1470-h. junio de 1535/marzo de 1536) fue un pintor francés de asuntos religiosos, trípticos y polípticos, los más importantes de los cuales se conservan actualmente en Douai, Arras, Aix, Lille, San Petersburgo y Chicago. Se le conoció como el «Maestro de los Colores» por la transparencia y la interacción de sus colores. Se le conoce como Jean Bellegambe el Viejo para distinguirlo de sus descendientes, que también se llamaron Jehan.

## Biografía
Bellegambe nació y murió en Douai. Era un hijo del primer matrimonio de Georges Bellegambe, un ebanista y músico que vivía en la calle Fosset-Maugart (rebautizada, en 1862, calle Haute-des ferronniers). Nada se sabe de la formación artística de Jean Bellegambe. La primera mención que se conoce de él es un documento de 1504 que lo menciona como un maestro pintor. En 1528 era propietario de una casa en la esquina de la calle de la Cloris y calle du Palais.

## Obras
Sus obras están firmadas con un jeroglífico.
- Retablo tríptico de Le Cellier (1508); muestra la abadía cisterciense de Flines-lez-Raches, la portería, la cabecera y el transepto.
- Retablo de san Adriano (1515), óleo sobre panel de roble, tabla izquierda 75cm por 33,5cm, adquirido en 1856 por el Louvre. Se muestra al santo en perfil tres cuartos a pie, con armadura y espada, en pie sobre la ciudad.
- Tríptico del baño místico (1525), óleo sobre tabla, pintado por Charles Coguin, 81cm de alto, grabado con las armas de la abadía de Anchin, adquirido en 1882 por el Museo de Bellas Artes de Lille, restaurado en 1921 y 1966.
- Políptico de Anchin, formado por nueve tablas, pintadas para la abadía de Anchin. Se tardó en restaurar cinco años por los Museos de Francia en Versalles. Nuevamente mostrado al público el 6 de marzo de 2007 en el museo de la Cartuja (Musée de la Chartreuse).[3]
- Tríptico de la Inmaculada Concepción (1525), encargado por Jean Pottier (alcalde de Douai desde 1516) por Marguerite, su hija gravemente enferma. Ella deseaba ser enterrada en la capilla de las récollets valonas de Douai y su dote se usaría para pagar por un retablo dedicado a la Inmaculada Concepción. Fue donada por la familia Pottier.
- Santa Catalina de Alejandría y Santa Bárbara (ambas de 1520), Instituto de Arte de Chicago, que las adquirió en 1983 como parte de la colección de George F. Harding.